# RCA Photophone
Не следует путать с устройством связи «Фотофон»
Фотофон (англ. RCA Photophone) — торговое название технологии звукового кинематографа компании RCA с записью звука оптическим способом на киноплёнку. Технология, разработанная во второй половине 1920-х годов, обеспечивает точную синхронизацию звука с изображением, не зависящую от настроек кинопроектора, за счёт использования общего носителя. Из всех систем звукового кино, созданных в тот период, эта наиболее близка к нынешним стандартам SMPTE аналоговой оптической звукозаписи. Фонограмма переменной ширины фильмокопий стандарта «Фотофон» пригодна для воспроизведения любым современным кинопроектором, поскольку совпадают как частота проекции, так и смещение дорожки относительно изображения.

## История создания
«Фотофон» стал практически последней американской технологией звукового кино, появившейся вслед за «Вайтафоном», «Фонофильмом» и «Мувитоном» других кинокомпаний. Главным отличием от предшественников стало использование звуковой дорожки переменной ширины, а не переменной плотности. Это мало влияло на качество звука, но облегчало копирование, поскольку его точность в значительно меньшей мере стала зависеть от лабораторной обработки и фотографических свойств фонограммной киноплёнки.
Главный вклад в создание этой системы внёс инженер General Electric Чарльз Хокси, в 1920 году сконструировавший звуковой рекордер «Паллофотофон» (англ. Pallophotophone) для фотографической записи межкорабельного телеграфного радиообмена. Позднее устройство было доработано и стало пригодно для записи речи на коммерческих радиостанциях. Появление систем звукового кино, созданных конкурирующими компаниями, заставило General Electric использовать наработки Хокси в собственном проекте. При этом, в отличие от большинства конструкторов, применявших модуляцию света изменением тока звукозаписывающей лампы, Хокси использовал малоинерционный гальванометр. Миниатюрное зеркало, закреплённое на стрелке гальванометра, в соответствии с колебаниями тока звуковой частоты изменяло ширину звукозаписывающего штриха, образуя на движущейся киноплёнке фонограмму переменной ширины. Похожая технология была вскоре разработана в СССР под руководством Александра Шорина, но вместо зеркала в гальванометре использовалась маска записывающей щели.
Опытные демонстрации технологии состоялись в 1925—26 годах. В профессиональном кинематографе «Фотофон» впервые использован при создании музыкальной несинхронной фонограммы для немого фильма «Крылья», премьера которой состоялась в 1927 году. Основной прокат картины шёл в немом варианте, а со звуком она демонстрировалась в нескольких специально переоборудованных кинотеатрах. В 1928 году в качестве филиала RCA создана корпорация RCA Photophone Inc., занявшаяся коммерческим распространением технологии. Гальванометр и дорожка переменной ширины использовались компанией вплоть до 1970-х годов, в то время, как конкуренты записывали звук изменением оптической плотности. Оба типа фонограмм могут воспроизводиться одним и тем же оборудованием, поскольку способ модуляции света звукочитающей лампы не имеет значения при работе фотоэлемента. Поэтому по предложению Давида Сарнова компания RCA выкупила патенты Теодора Кейса, разработанные им для собственной системы «Мувитон» с дорожкой переменной плотности, и пригодные для чтения фонограмм «Фотофона».
Опасения очередной патентной войны заставили ведущие студии Голливуда лицензировать для кинопроизводства единый стандарт, технически приемлемый и с хорошим качеством звука. В итоге, такими стандартами стали системы Western Electric с фонограммой переменной плотности и «Фотофон» с дорожкой переменной ширины. Размеры и расположение фонограммы на киноплёнке, а также её смещение относительно кадрового окна в обоих стандартах были одинаковыми и заимствованы от устаревшего «Мувитона». Единственным преимуществом системы Western Electric было практически полное отсутствие инерционности светового модулятора, позволяющее лучше записывать высокочастотные колебания. Но, в конце концов, от фонограмм переменной плотности отказались в начале 1950-х годов с распространением цветного кинематографа. Дорожка переменной ширины технологически проще для печати на цветных многослойных киноплёнках, в которых изображение образуется не металлическим серебром, а красителями, почти прозрачными для фотоэлемента. Ещё меньше переменная плотность подходит для современных «циановых» фонограмм, образуемых только голубым красителем.